# Stephan Streker
Stephan Streker (Brussel, 17 maart 1964) is een Belgisch filmregisseur en scenarioschrijver.

## Biografie
Stephan Streker werd in 1964 geboren in Brussel en startte zijn carrière als journalist en werkte als filmcriticus en sportreporter (voornamelijk voetbal en boksen) voor verscheidene Belgische en Franse nieuwsbladen en magazines, voor radio en tv. In 1990 publiceerde hij een essay over Serge Gainsbourg onder de titel Gainsbourg - Portrait d'un artiste en trompe-l'œil.
In 1993 realiseerde Streker zijn eerste korte film Shadow boxing en in 2004 regisseerde hij zijn eerste langspeelfilm Michael Blanco. In 2014 werd zijn film Le monde nous appartient genomineerd voor de Magritte voor beste film.

## Filmografie
- Noces (2016)
- Le monde nous appartient (2013)
- Michael Blanco (2004)
- Le jour du combat (kortfilm, documentaire, 1998)
- Mathilde, la femme de Pierre (kortfilm, 1996)
- Shadow boxing (kortfilm, 1993)

## Prijzen en nominaties
De belangrijkste:
| Jaar | Prijs                                               | Categorie    | Genomineerde(n)          | Uitslag     |
| ---- | --------------------------------------------------- | ------------ | ------------------------ | ----------- |
| 2016 | Festival international du film francophone de Namur | Prix Cinévox | Noces                    | Gewonnen    |
| 2014 | Magritte du Cinéma                                  | Beste film   | Le monde nous appartient | Genomineerd |